# Фінал Кубка Америки з футболу 2024
Фінал Кубка Америки з футболу 2024 — фінальний матч 48-го розіграшу міжнародного турніру Кубка Америки з футболу 2024, організованого КОНМЕБОЛ. Гра відбулась 14 липня 2024 на «Хард Рок Стедіум» в Маямі-Гарденс (США). Переможцем стала збірна Аргентини, яка здобула перемогу з рахунком 1:0 над збірною Колумбії. Це друга поспіль перемога аргентинців у фіналах Кубка Америки з футболу.

## Арена
23 листопада 2023 року «Хард Рок Стедіум» обраний місцем проведення фіналу Кубка Америки.

## Передмова
Перед матчем відбулось декілька інцидентів з колумбійськими уболівальниками. Через що початок гри відклали на 82 хвилини.
Для збірної Аргентини це був другий поспіль фінал, натомість колумбійці досягла фіналу втретє. Із 29 попередніх фінальних матчів Аргентина виграла 15. У Кубках Америки збірні провели між собою 15 матчів, 7 з них виграла Аргентина, три Колумбія ще 5 матчів команди зіграли внічию. Загалом збірні провели між собою 40 матчів, у яких 20 разів здобула перемогу Аргентина, 9 — колумбійці, в 11 матчах зафіксована нічия, різниця м'ячів 71 − 39 на користь аргентинців.

## Шлях до фіналу
| Поз | Команда   | І | В | Н | П | ГЗ | ГП | РГ | О | Кваліфікація       |
| --- | --------- | - | - | - | - | -- | -- | -- | - | ------------------ |
| 1   | Аргентина | 3 | 3 | 0 | 0 | 5  | 0  | +5 | 9 | Вихід в 1/4 фіналу |
| 2   | Канада    | 3 | 1 | 1 | 1 | 1  | 2  | −1 | 4 | Вихід в 1/4 фіналу |
| 3   | Чилі      | 3 | 0 | 2 | 1 | 0  | 1  | −1 | 2 |                    |
| 4   | Перу      | 3 | 0 | 1 | 2 | 0  | 3  | −3 | 1 |                    |

| Поз | Команда    | І | В | Н | П | ГЗ | ГП | РГ | О | Кваліфікація       |
| --- | ---------- | - | - | - | - | -- | -- | -- | - | ------------------ |
| 1   | Колумбія   | 3 | 2 | 1 | 0 | 6  | 2  | +4 | 7 | Вихід в 1/4 фіналу |
| 2   | Бразилія   | 3 | 1 | 2 | 0 | 5  | 2  | +3 | 5 | Вихід в 1/4 фіналу |
| 3   | Коста-Рика | 3 | 1 | 1 | 1 | 2  | 4  | −2 | 4 |                    |
| 4   | Парагвай   | 3 | 0 | 0 | 3 | 3  | 8  | −5 | 0 |                    |

## Матч
| 14 липня 2024 20:00 (UTC−4) |

| Аргентина         | 1–0 (дч) | Колумбія |
| ----------------- | -------- | -------- |
| Ла. Мартінес 112' | Протокол |          |

| Хард Рок Стедіум, Маямі-Гарденс, Флорида Глядачів: 65 300 Арбітр: Рафаель Клаус, (Бразилія) |

| Аргентина | Колумбія |

| ВР              | 23 | Еміліано Мартінес    |      |      |
| ЗХ              | 4  | Гонсало Монтьєль     |      | 72'  |
| ЗХ              | 13 | Крістіан Ромеро      |      |      |
| ЗХ              | 25 | Лісандро Мартінес    |      |      |
| ЗХ              | 3  | Ніколас Тальяфіко    |      |      |
| ПЗ              | 11 | Анхель Ді Марія      |      | 117' |
| ПЗ              | 7  | Родріго Де Пауль     |      |      |
| ПЗ              | 24 | Енцо Фернандес       |      | 97'  |
| ПЗ              | 20 | Алексіс Мак Аллістер | 61'  | 97'  |
| НП              | 10 | Ліонель Мессі        |      | 66'  |
| НП              | 9  | Хуліан Альварес      |      | 97'  |
| Заміни:         |    |                      |      |      |
| НП              | 15 | Ніколас Гонсалес     |      | 66'  |
| ЗХ              | 26 | Науель Моліна        |      | 72'  |
| НП              | 22 | Лаутаро Мартінес     |      | 97'  |
| ПЗ              | 5  | Леандро Паредес      |      | 97'  |
| ПЗ              | 16 | Джовані Ло Сельсо    | 118' | 97'  |
| ЗХ              | 19 | Ніколас Отаменді     |      | 117' |
| Тренер:         |    |                      |      |      |
| Ліонель Скалоні |    |                      |      |      |

| ВР             | 12 | Каміло Варгас        |      |      |
| ЗХ             | 4  | Сантьяго Аріас       |      |      |
| ЗХ             | 23 | Давінсон Санчес      |      |      |
| ЗХ             | 2  | Карлос Куеста        |      |      |
| ЗХ             | 17 | Хоан Мохіка          |      |      |
| ПЗ             | 6  | Річард Ріос          |      | 89'  |
| ПЗ             | 16 | Джефферсон Лерма     |      | 106' |
| ПЗ             | 11 | Джон Аріас           |      | 106' |
| НП             | 10 | Хамес Родрігес       |      | 91'  |
| НП             | 24 | Джон Кордоба         | 27'  | 89'  |
| НП             | 7  | Луїс Діас            |      | 106' |
| Заміни:        |    |                      |      |      |
| НП             | 19 | Рафаель Сантос Борре |      | 89'  |
| ПЗ             | 5  | Кевін Кастаньйо      |      | 89'  |
| ПЗ             | 20 | Хуан Кінтеро         |      | 91'  |
| ПЗ             | 15 | Матеус Урібе         |      | 106' |
| НП             | 9  | Мігель Борха         | 115' | 106' |
| ПЗ             | 8  | Хорхе Карраскаль     |      | 106' |
| Тренер:        |    |                      |      |      |
| Нестор Лоренсо |    |                      |      |      |

| Найкращий гравець матчу: Анхель Ді Марія (Аргентина) Помічники судді: Бруно Піреш (Бразилія) Родріго Корреа (Бразилія) Четвертий суддя: Хуан Бенітес (Парагвай) П'ятий суддя: Едуардо Кардосо (Парагвай) Відеоасистент арбітра: Родолфо Тоскі (Бразилія) Помічники відеоасистента арбітра: Даніло Маніш (Бразилія) Даніель Нобре (Бразилія) Пабло Гонсалвіш (Бразилія) |